# Frank Lagerpusch
Frank Lagerpusch ist ein ehemaliger deutscher Basketballspieler.

## Laufbahn
Lagerpusch spielte in den 1980er Jahren für den MTV Wolfenbüttel in der Basketball-Bundesliga sowie in der 2. Basketball-Bundesliga. Schon mit 22 Jahren beendete der zwei Meter lange Flügelspieler seine Leistungssportkarriere aus Verletzungsgründen.
Er blieb dem Basketballsport als Trainer verbunden. Er war unter anderem im Nachwuchsbereich des MTV Gifhorn tätig. Von 2008 bis 2010 war er Trainer der U16-Mannschaft der SG Braunschweig in der Jugend-Basketball-Bundesliga. In der Saison 2014/14 trainierte er die U16-Jungen der Junior Phantoms Braunschweig, Ab Sommer 2015 bis März 2016 war er Co-Trainer der Herzöge Wolfenbüttel in der 2. Bundesliga ProB. 2016/17 gehörte er zum Trainerstab von Braunschweigs U19-Mannschaft in der Nachwuchs-Basketball-Bundesliga.
Im Oktober 2017 wurde Lagerpusch Cheftrainer des Damen-Zweitligisten Wolfpack Wolfenbüttel und führte die Mannschaft im Spieljahr 2017/18 zum Aufstieg in die Damen-Basketball-Bundesliga. Nach diesem Erfolg gab er das Traineramt ab.
Hauptberuflich übernahm er 1990 von seinem Vater die Leitung der Spedition Lagerpusch. Mit seiner Firma unterstützte er den Braunschweiger Basketball-Erstligisten auch mit Geldmitteln.

### Privates
Sein Sohn Lars, den Lagerpusch lange als Trainer selbst förderte, wurde Basketballprofi, seine Tochter Rebecca schaffte 2017 den Sprung ins Zweitliga-Aufgebot der Wolfenbütteler, wo sie von ihrem Vater trainiert wurde.